# Morris Nanton
Morris Nanton (28 septembre 1929 - 15 novembre 2009) était un pianiste de jazz américain originaire de Perth Amboy, New Jersey. Il a étudié à New York (Juilliard Conservatory) avant de créer son trio dans les années 1950. Le bassiste Norman Edge l'accompagna pendant 53 ans, à partir de 1956. Le trio comprit aussi les batteurs Oliver Jackson et Jeff Brillinger. Le groupe eut l'occasion d'accompagner notamment les chanteurs Jack Jones, Mel Torme, Nel Carter, Lovelace Watkins et Barbra Streisand. À la fin des années 1950, Nanton  enregistra deux albums pour Warner Bros. Il en réalisa 3 autres pour Prestige durant les années 1960. Il continua de se produire ensuite essentiellement dans des clubs du New Jersey.
Le style de Morris Nanton fait penser à Gene Harris et au Ramsey Lewis des années 1960.

## Discographie
- Flower drum song (Warner Bros., 1958)
- Roberta (Warner Bros., 1958)
- Preface (Prestige, 1964)
- Something we've got (Prestige, 1965)
- Soul fingers (Prestige, 1966)